# 孤立系統
在古典力學之中，孤立系統（或孤懸系統）是指一個不與系統之外產生相互作用的系統，系統動量並不會增加或減少。
在熱力學之中，孤立系統（或孤懸系統、孤立系）是指一個完全不與外界交換能量或質量的系統。任何能量或質量都不能進入或者離開一個孤立系統，只能在系統內移動。
除了把整個宇宙視為一體之外，孤立系統並不存在於現實之中。但是，有些真實系統的行為近乎於孤立系統。因而，孤立系統的概念可以作為真實情況的一個近似模型。在建立以數學模型描述一些自然現象時，孤立系統是個可被接受的模型。
可被近似於孤立系統的模型包括：
- 太陽系內的太陽以及行星
- 氫原子內的質子以及電子（在某情況下氫原子會被電磁輻射激發）

在檢證熱力學第二定律中的熵增加的假設時，波茲曼所用的方程式便假設了系統是孤立的。